# Снежана Бркић
Снежана Бркић (Шид, 1961) редовни је професор Правног факултета Универзитета у Новом Саду

## Образовање
Дипломирала је на Правном факултету у Новом Саду 1984. године. Правосудни испит је положила са одличним успехом 1986. Магистрирала је на истом факултету 1992. године одбранивши са одликом магистарски рад на тему "Начело легалитета и опортунитета кривичног гоњења". Докторску дисертацију "Рационализација кривичног поступка и упрошћене процесне форме" одбранила је на Правном факултету у Новом Саду 1999. године. Рад је оцењен највишом оценом.

## Радна места
Кратко време радила је у Секретаријатзу за општу управу и друштвене службе општине Шид, а потом била приправник у Општинском суду у Шиду. За асистента Правног факултета у Новом Саду изабрана је 1986, за доцента 2000. године, за ванредног професора 2006. године, а за редовног професора 2011. године.

## Чланство у организацијама и телима
Била је члан радне групе за израду савезног Законика о кривичном поступку из 2001. године, као и у два наврата председник радне групе за израду измена и допуна тог Законика, као и председник радне групе за усклађивање Закона о организацији и надлежностима државних органа у сузбијању организованог криминала и Закона о организацији и надлежностима државних органа у поступку против учинилаца ратних злочина (август-септембар 2004) са Закоником о кривичном поступку.

## Научни рад
Држи наставу из предмета Кривично процесно право и Криминалистичка психологија (на основним студијама), Психологија исказа у кривичном поступку и Центар за социјални рад у кривичном поступку (на мастер студијама) и Кривично процесно право - посебни кривични поступци (на докторским студијама).
Област научног интересовања: рационализација кривичног поступка, упрошћене процесне форме, процесна начела, заштита сведока, психологија кривичног поступка и криминалистичка психологија.
Проф. др Снежана Бркић је објавила 4 монографије, 2 уџбеника и око 150 других научних и стручних радова.
Била је на студијском боравку на Правном факултету у Бечу 1989. године.
Служи се немачким, енглеским и француским језиком.

## Изабрана библиографија

### Књиге
1. Циглер, Снежана (1995). Начело легалитета и опортунитета кривичног гоњења. Правни факултет у Новом Саду.
2. Бркић, Снежана (2004). Рационализација кривичног поступка и упрошћене процесне форме. Правни факултет у Новом Саду.
3. Бркић, Снежана (2005). Заштита сведока у кривичном поступку. издање аутора.
4. Бркић, Снежана (2014). Кривично процесно право I. Правни факултет у Новом Саду.
5. Бркић, Снежана (2010). Кривично процесно право II. Правни факултет у Новом Саду.
6. Бркић, Снежана; Бугарски, Татјана (2016). Центар за социјални рад у кривичном поступку. Правни факултет у Новом Саду.

### Радови
1. Brkić, Snežana (2011). „Discretionary Estimate as a Criterion of Delimiting the Principles of Legality and Opportunity of Criminal Prosecution”. Journal of Criminal Law and Public Prosecutionу. 2/2011 br. 1: 6—13.
2. Бркић, Снежана (2011). „Употреба незаконитих доказа у кривичном поступку” (PDF). Зборник радова Правног факултета у Новом Саду. XLV br. 1: 183–214. Архивирано из оригинала (PDF) 19. 09. 2020. г. Приступљено 07. 12. 2018.
3. Бркић, Снежана (2011). „Поводом деценије постојања мандатног кривичног поступка у Србији” (PDF). Зборник радова Правног факултета у Новом Саду. XLV br. 3 tom 1: 397–425. Архивирано из оригинала (PDF) 05. 12. 2021. г. Приступљено 07. 12. 2018.
4. Бркић, Снежана (2010). „Критички осврт на прву главу радне верзије Нацрта Законика о кривичном поступку Србије од 14.09.2010”. Архив за правне и друштвене науке. 3-4/2010 br. 3-4: 165—194.
5. Бркић, Снежана (2011). „Специфичности опажања деце - сведока”. Ревија за криминологију и кривично право. 2-3/2011 br. 2-3: 285—309.
6. Бркић, Снежана (2012). „Психолошки аспекти сведочења старих лица” (PDF). Зборник радова Правног факултета у Новом Саду. XLVI br. 4: 193–217. Архивирано из оригинала (PDF) 04. 12. 2021. г. Приступљено 07. 12. 2018.
7. Бркић, Снежана (2013). „Признање окривљеног као тачка приближавања српског кривичног процесног права англосаксонском праву”. Хармонизација српског и мађарског права са правом Европске уније: 301—316.
8. Бркић, Снежана (2013). „Новине у регулисању скраћеног поступка у ЗКП Србије из 2011. године” (PDF). Зборник радова Правног факултета у Новом Саду. XLVII br. 2: 215—245. Архивирано из оригинала (PDF) 02. 12. 2021. г. Приступљено 07. 12. 2018.
9. Бркић, Снежана (2013). „Специфичности психичких процеса из којих се састоји давање исказа деце сведока” (PDF). Зборник радова Правног факултета у Новом Саду. XLVII br. 3: 257–274. Архивирано из оригинала (PDF) 08. 12. 2021. г. Приступљено 07. 12. 2018.
10. Бркић, Снежана (2014). „Критички осврт на одредбе о главном претресу у ЗКП Србије из 2011. године, у тематском зборнику”. Хармонизација српског и мађарског права са правом Европске уније: 313—337.
11. Бркић, Снежана (2015). „Новине у Законику о кривичном поступку из 2011. године у области кривичнопроцесних начела, у тематском зборнику”. Хармонизација српског и мађарског права са правом Европске уније: 299—321.
12. Бркић, Снежана (2014). „Неусклађености ЗКП Србије из 2011. године са другим прописима” (PDF). Зборник радова Правног факултета у Новом Саду. XLVIII br. 3: 171—187. Архивирано из оригинала (PDF) 04. 12. 2021. г. Приступљено 07. 12. 2018.
13. Бркић, Снежана (2014). „Посебно осетљиви сведоци” (PDF). Зборник радова Правног факултета у Новом Саду. XLVIII br. 2: 211–227. Архивирано из оригинала (PDF) 03. 12. 2021. г. Приступљено 07. 12. 2018.
14. Бркић, Снежана (2015). „Критички осврт на уређење истраге у ЗКП Србије из 2011. године” (PDF). Зборник радова Правног факултета у Новом Саду. XLIX br. 2: 559–575. Архивирано из оригинала (PDF) 29. 11. 2021. г. Приступљено 07. 12. 2018.
15. Бркић, Снежана (2015). „Утицај неких биолошких и психолошких фактора на давање сведочког исказа”. Биомедицина, заштита животне средине и право: 19—20.
16. Бркић, Снежана (2016). „Ново кривично процесно право Србије - теоријски и практични проблеми”. Теоријски и практични проблеми стварања и примене права.
17. Бркић, Снежана (2015). „Утицај стреса на давање сведочког исказа” (PDF). Зборник радова Правног факултета у Новом Саду. XLIX br. 4: 1597—1632. Архивирано из оригинала (PDF) 05. 12. 2021. г. Приступљено 07. 12. 2018.
18. Бркић, Снежана (2016). „Животна доб и сведочење”. Зборник радова Правног факултета у Новом Саду.
19. Бркић, Снежана (2016). „Скраћени и општи кривични поступак и њихове трансформације”. Ревија за криминологију и кривично право. br. 2-3: 327—357.
20. Бркић, Снежана (2016). „Посебна улога суда у малолетничком кривичном поступку и начело процесне економије” (PDF). Зборник радова Правног факултета у Новом Саду. L br. 4: 1119–1140. Архивирано из оригинала (PDF) 05. 12. 2021. г. Приступљено 07. 12. 2018.
21. Бркић, Снежана (2016). „Избор и трансформација упрошћених кривичнопроцесних форми”. Хармонизација српског и мађарског права са правом Европске уније: 283—295.
22. Бркић, Снежана (2017). „Могућности и границе Американизације главног претреса према ЗКП Србије из 2011. године”. Зборник радова Правног факултета у Нишу. 76 br.: 271—286.
23. Бркић, Снежана (2017). „Тезе о процесним функцијама у кривичном поступку” (PDF). Зборник радова Правног факултета у Новом Саду. LI br. 4: 1399—1408. Архивирано из оригинала (PDF) 09. 12. 2021. г. Приступљено 07. 12. 2018.